# Pajeon
Le pajeon (hangul : 파전) est un plat sud-coréen, dérivé du jeon, faisant partie des banchan, plats d'accompagnement. Le pajeon est fait de pâte à crêpe, d'oignons verts et d'un pannage d’œuf mélangés avec différents ingrédients et que l'on cuit alors à l'huile. Ces derniers peuvent être variés selon la variation de pajeon, même si du calmar, des fruits de mer, du porc ou du bœuf sont majoritairement utilisés.

## Préparation
Le pajeon est une galette aux œufs à la ciboule, considéré comme un intermédiaire entre une crêpe et une omelette.  
Le pajeon est préparé en disposant des oignons verts de manière parallèle dans une poêle, puis frits avec de l'huile végétale. Les autres ingrédients, comme le calmar, sont ensuite rajoutés si nécessaire, avant de verser la pâte à crêpe. Une fois la pâte suffisamment cuite, le pajeon est retourné, puis servi après cuisson de l'autre face, le rendant ainsi croustillant à l'extérieur, et moelleux à l'intérieur. Il est généralement servi avec une sauce soja en accompagnement, ainsi qu'avec d'autres plats, notamment des bols de riz.

## Popularité et dérivés
Le pajeon peut être dérivé avec l'ajout de différents ingrédients, comme des fruits de mer, des huîtres, des calmars, des coquilles Saint-Jacques ou des crevettes. Alors appelé haemul-pajeon, il est très souvent retrouvé dans des marchés sud-coréens, servi en accompagnement. Une autre variante populaire du pajeon consiste à rajouter du kimchi, du chou fermenté typique de Corée, dans la galette lors de la cuisson. Alors appelé kimchijeon, de nombreux légumes, crus ou cuits, peuvent également être ajoutés à la recette.
Le pajeon a plusieurs équivalences dans d'autres pays asiatiques : le cong you bing (une galette grasse à la cébette) en Chine, le paratha en Inde, l'okonomiyaki au Japon (crêpe cuite sur une planche chaude) ou le bánh xèo au Viêt Nam,.